# 多語者
多語者或多語能通者（英語：polyglot）一詞是指能够使用或是通曉多門語言的人，而主張學習多門語言的立場則稱為多語能通主義（英文：Polyglotism）。 多語能通主義與多语制（又稱「多語主義」；英文：multilingualism）所指概念不同，後者為多門語言同時存在於某一國家或地區的現象及政策等。

## 理論基礎

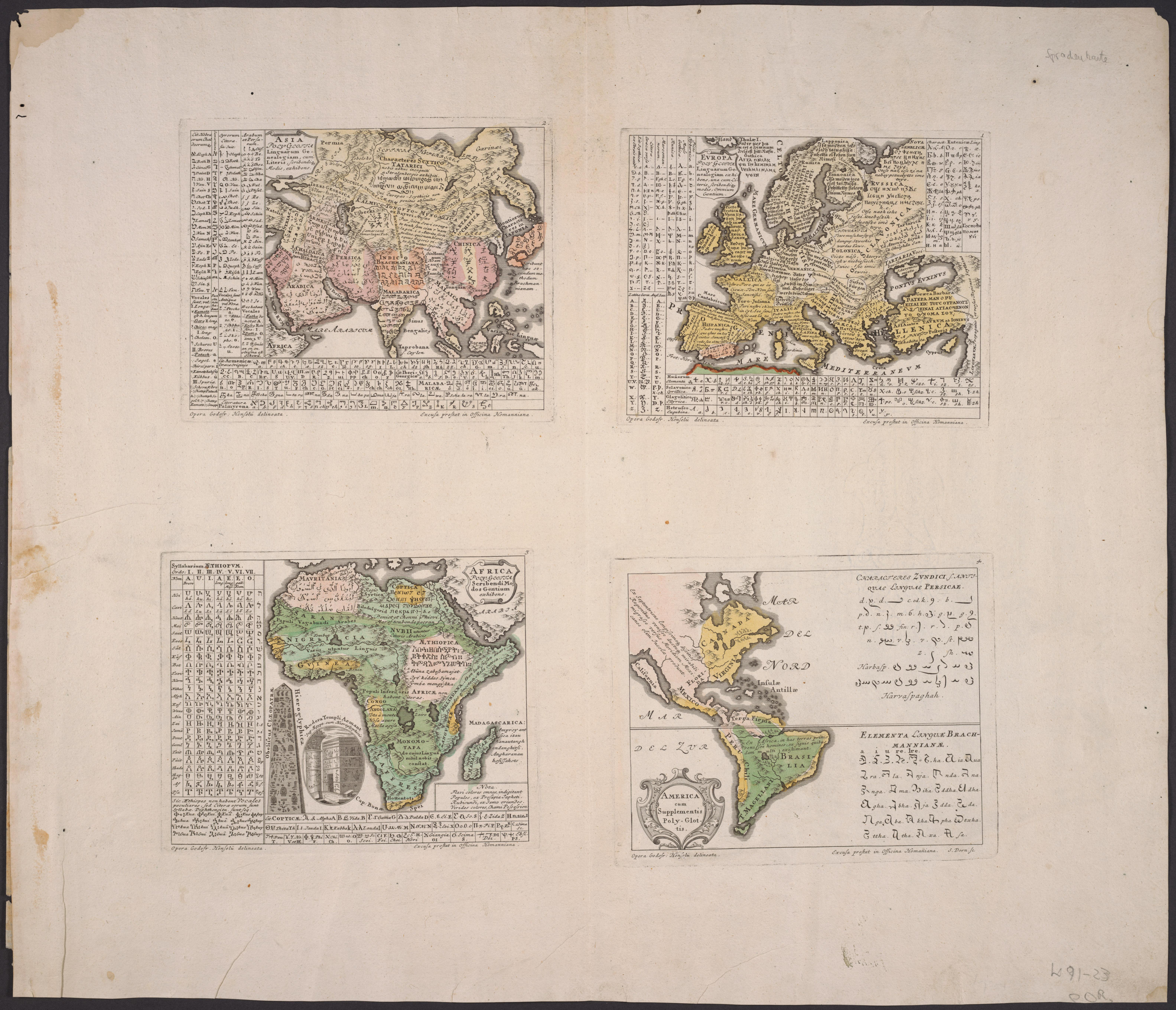
Hensel, Gottfried, "Polyglot Maps of the Continents", (1741)

為解釋多語主義的現象，存在著很多理論。 例如，對語言感興趣並足夠聰慧的人，如依據經驗而不斷改進學習方法，則會逐漸提高其學習語言的效率，進而相比普通人而言能夠更加輕鬆地習得數門語言。 再者，不同的語言通常在語法和詞彙上具有一些共同的特徵，故而學習與母語或其他已掌握的語言相近的外語就會更加容易（如：中文、韓語、日文和越南語之間有很多相似的詞彙）。 
也有假說稱，嬰兒在子宮中的睪丸素水平的突增現象可能導致與語言相關的大腦發育， 亦有另一假說宣稱刻苦努力和正確的動機可幫助任何成人學習多門語言。 此外，腦科學家卡特琳·阿蒙茨曾對德國多語者夏禮輔（德語：Emil Krebs）的大腦進行了研究，並確定了他的大腦內部負責語言的區域——即：布若卡氏区的構造與對照組不同。

## 客觀條件
隨著計算機的出現，當代語言學家對語言能力有了更加深入的理解。據估算，使用頻率最高的2000英文單詞涵蓋了約百分之七十五到八十的英文文本。其他歐洲語言類同。如此少的詞彙還可以表達更加複雜的概念（如：大多數英語辭典一般使用2000到3000詞來給約3萬到5萬詞下定義。）然而，以英語為母語並在美國接受過高等教育的美國年輕人大概具備2萬5千到3萬被動詞彙。對於那些50歲到60歲的美國人而言，這一數據可升至5萬左右。
因此，想要客觀準確地對「多語能通主義」下定義存在難度。如一個人可以通過使用非常少的詞彙來實現口語上的流利。

## 相關術語
- 「單語者」或「單語人士」：只會說一門語言的人
- 「雙語者」或「雙語人士」：能夠說兩門語言的人
- 「多語者」、「多种语言使用者」或「多語人士」：在日常生活中能够使用多种语言的，或是通曉多門語言的人

## 相關連結
- 多語者列表（英语：List of polyglots）
- 多语制
- 博学家
- 布若卡氏区